# Apáca show
Az Apáca show (eredeti cím: Sister Act) 1992-ben bemutatott amerikai zenés filmvígjáték, melynek rendezője Emile Ardolino. A Touchstone Pictures filmjének főszereplői Whoopi Goldberg, Maggie Smith, Kathy Najimy, Wendy Makkena, Mary Wickes és Harvey Keitel.
A produkció az 1990-es évek egyik legjobb és legsikeresebb vígjátéka volt, két Golden Globe-jelölést kapott, és helyet kapott a Bravo amerikai televíziós csatorna A 100 legviccesebb film  listáján.
1993-ban Apáca show 2. – Újra virul a fityula címen bemutatták a film folytatását, illetve musical is készült, melynek premierje 2006-ban Pasadenában volt.
A musicalt az Egyesült Királyságban 2009. május 7-én a London Palladiumban mutatták be, 2011-ben pedig a Broadway is műsorára tűzte.

## Cselekmény
1968-ban Deloris Wilson egy kaliforniai katolikus iskolában, a Szent Annában tanuló, ahol az apáca tanítónő megfeddi őt a szabályok be nem tartása miatt.
A jelenben Deloris Van Cartier bárénekesnő Renoban a Holdfény bárban, amelyet gengszterfőnök barátja, Vince LaRocca üzemeltet. Deloris véletlenül szemtanúja lesz, amint Vince lelövi sofőrjét, ezért meg kell halnia. Vince két emberét, Joey-t és Willy-t küldi utána, ám Delorisnak sikerül a kaszinóból a helyi rendőrőrsre menekülni. Ott Eddie Souther hadnagy lesz segítségére, aki igyekszik rávenni az énekesnőt, hogy tanúskodjon barátja ellen. Addig is egy biztos helyen kell meghúznia magát, ahol nem találnak rá a bérgyilkosok.
Delorist a Szent Katalin zárdába viszi Eddie, ahol apácának öltözve kell elvegyülnie, míg a tárgyalás ideje el nem érkezik. Az énekesnő és a zárda főnökasszonya egyaránt ellenzi a dolgot, de a hadnagy meggyőzi őket, hogy ezt kell tenniük. Deloris Mary Clarence néven maga is apácának öltözik, ám gyermekkorához hasonlóan továbbra is elutasítja az egyszerű életet és a szabályokat. Barátságot köt több nővérrel, köztük a mindig harsány és vidám Mary Patrick, a csöndes és fiatal Mary Robert, és az idősebb Mary Lazarus nővérekkel. Amikor az álcázott énekesnő kioson egy bárba, a főnökasszony büntetésképpen a borzasztóan működő kórusba helyezi őt. Mary Clarence-t a kórus vezetőjévé választják, modern zenéjével maga mellé állítja a nővéreket és felvirágoztatja a kórust. A vasárnapi misén az Üdvözlégy királynőt (Salve Regina) is gospel- és rock and roll-egyvelegként adják elő, ami lelkesítően hat a közösségre és a püspökre magára, csak a főnökasszony ítéli el továbbra is a világi életet élő Delorist. A siker hatására az addig zárkózott közösség az utcára vonul, rendbe teszik a zárda környékét, ismerkednek a közelben lakókkal és nagy sikert aratnak a következő mise programjával is. O'Hara atya bejelenti, hogy még II. János Pál pápa is hallott a kórusukról és hallani is akarja őket személyesen. A főnökasszony a nevezetes napra ismét hagyományos misét szeretne, ám a nővérek az új stílus mellett vannak.
Ezalatt a rendőrőrsön Tate nyomozó, aki Vince-nek kémkedik, rájön, hogy hol rejtegetik Delorist és ki is adja az információt. Joey és Willy ismét Deloris után erednek. Souther hadnagy későn érkezik, hogy figyelmeztesse őt, a két bérgyilkos elrabolja Delorist. A nővérek a főnökasszony vezetésével a segítségére igyekeznek, helikoptert szereznek, amely Renóba viszi őket. A Holdfény bárban a hívő Vince képtelen lelőni az apácának öltözött és úgy is viselkedő énekesnőt, ezért két emberére bízza, azonban ők is kudarcot vallanak. Végül Vince elhatározza, hogy lőni fog, Souther hadnagy pedig az utolsó pillanatban érkezik a helyszínre és lelövi LaRoccát.
Az események után Deloris vezetésével a kórus a pápa előtt énekel, majd Deloris ismét visszatérhet a színpadra régi életéhez.

## Szereplők
| Karakter                                  | Színész            | Magyar hang    |
| ----------------------------------------- | ------------------ | -------------- |
| Deloris Van Cartier (Mary Clarence nővér) | Whoopi Goldberg    | Szabó Éva      |
| Tisztelendő anya                          | Maggie Smith       | Fodor Zsóka    |
| Mary Patrick nővér                        | Kathy Najimy       | Némedi Mari    |
| Mary Robert nővér                         | Wendy Makkena      | Koffler Gizi   |
| Mary Lazarus nővér                        | Mary Wickes        | Vámos Ilona    |
| Vince LaRocca                             | Harvey Keitel      | Papp János     |
| Eddie Souther hadnagy                     | Bill Nunn          | Varga Tamás    |
| Joey                                      | Robert Miranda     | Balázsi Gyula  |
| Willy                                     | Richard Portnow    | Orosz István   |
| Alma nővér                                | Rose Parenti       |                |
| O'Hara püspök                             | Joseph Maher       | Szokolay Ottó  |
| Clarkson nyomozó                          | Jim Beaver         |                |
| Michelle                                  | Jenifer Lewis      | Zsolnai Júlia  |
| Tina                                      | Charlotte Crossley |                |
| Lewanda                                   | A.J. Johnson       |                |
| Tinédzserlány                             | Desreta Jackson    |                |
| Tinédzserlány                             | Zatella Beatty     |                |
| Tinédzserlány                             | Skye Bassett       |                |
| Immaculata, tanító apáca                  | Lois De Banzie     |                |
| Kicsi Deloris                             | Isis Carmen Jones  |                |
| Ernie                                     | Max Grodénchik     | Németh Kristóf |
| Henry Parker                              | Joseph G. Medalis  |                |
| Larry Merrick                             | Michael Durrell    |                |
| Riporter                                  | Robert Jimenez     | Harmath Imre   |
| Connie LaRocca                            | Toni Kalem         |                |
| Pilóta                                    | Kevin Bourland     |                |
| Krupié                                    | David Boyce        |                |
| Kártyás                                   | Tim Pedegana       |                |
| Eladó                                     | Terry Wills        |                |
| Csapos                                    | David Parker       |                |
| Pincér                                    | Nicky Katt         |                |
| Biciklista                                | Mike Jolly         |                |
| Biciklista                                | Jeremy Roberts     |                |
| A pápa                                    | Eugene Greytak     |                |
| Tate nyomozó                              | Guy Boyd           |                |

## Forgatás
Paul Rudnick forgatókönyvíró 1987-ben bízta a filmet Scott Rudin producerre, és Bette Midlert választották a főszerepre. Aztán a forgatókönyvet megvette a Disney. Midler azonban elutasította a szerepet, attól tartott, rajongói nem akarnák őt apácát játszva látni. Végül Whoopi Goldbergé lett a főszerep, forgatás közben pedig féltucat forgatókönyvíró – köztük Carrie Fisher, Robert Harling és Nancy Meyers – módosított a szkripten. Mivel ezután a forgatókönyv már nemigen hasonlított az eredeti változatra, Rudnick azt kérte, álnéven kerüljön a filmkészítők listájára.
A filmben szereplő zárda a San Franciscó-i Szent Pál katolikus templom San Francisco Noe Valley körzetében. A templom utcájának szemközti oldalát átalakították, hogy gettó-hatásúnak látszódjon. Bár a filmben ez nem került szóba, viseletük alapján az eseményekben szereplő nővérek Szent Ferenc harmadik rendjének Szent József-nővérei lehettek. Azonban a rend tagjai napjainkban már nem ezt a viseletet hordják.

## Fogadtatás
A film jellemzően pozitív fogadtatásban részesült a kritikusok részéről. A Rotten Tomatoes oldalán 71%-osra értékelték a kritikusok, 66%-ra a közönség. Bekerült az Amerikai Filmintézet (AFI) 500 jelöltje közé az AFI's 100 Years... 100 Laughs listáján. 1993-ban a film jelölést kapott Golden Globe-díjra a legjobb musical/vígjáték kategóriában, Whoopi Goldberg pedig a legjobb női főszereplő musicalben/vígjátékban kategóriában.
A produkció anyagilag is sikeresnek bizonyult 139,5 millió dolláros hazai és 92 millió dolláros külföldi bevétellel, mellyel bekerült 1992 legsikeresebb nyolc filmje közé.
A film bemutatásának évében Whoopi Goldberg és a filmben szereplő apácák Bill Clinton egy demokrata adománygyűjtő rendezvényén is énekeltek.

## Támadások
1993. június 10-én Donna Douglas színésznő és társa, Curt Wilson az Associated Artists Entertainment, INC-nél 200 millió dolláros pert indított a Disney, Whoopi Goldberg, Bette Midler és a gyártó cégek ellen, mondván, hogy a film ötlete a vádlók A Nun in the Closet című könyvéből származik. Azt állították, 1985-ben már elkészítettek egy forgatókönyvet a könyvből. A perirat szerint több mint száz hasonlóság volt a film a páros forgatókönyve között, illetve hogy a forgatókönyvet 1987 és 1988 között háromszor is átadták a Disneynek, Goldbernek és Midlernek. Végül a bíróság a Disney és a többi vádlott mellett döntött.
2011 novemberében egy Deloris Blakely nevű apáca indított pert a Disney és a Sony Pictures ellen azzal az indokkal, hogy a film alapja az ő 1987-ben írt The Harlem Street Nun című önéletrajza volt. Állítása szerint egy filmes vezető érdeklődést mutatott a megfilmesítésre, amikor átadta neki három oldalas szinopszisát. 2012 januárjában Blakely ejtette az eredeti vádat, hogy 2012 augusztusában egy keményebb pert indítson, melyben 1 milliárd dollárt követelt a Disney-től.

## Fordítás
Ez a szócikk részben vagy egészben  a   Sister Act című angol Wikipédia-szócikk fordításán alapul.  Az eredeti cikk szerkesztőit annak laptörténete sorolja fel. Ez a jelzés csupán a megfogalmazás eredetét és a szerzői jogokat jelzi, nem szolgál a cikkben szereplő információk forrásmegjelöléseként.